# Lake Providence
Lake Providence is een plaats (town) in de Amerikaanse staat Louisiana, en valt bestuurlijk gezien onder East Carroll Parish.

## Demografie
Bij de volkstelling in 2000 werd het aantal inwoners vastgesteld op 5104.
In 2006 is het aantal inwoners door het United States Census Bureau geschat op 4542, een daling van 562 (-11.0%).

## Geografie
Volgens het United States Census Bureau beslaat de plaats een oppervlakte van
9,4 km², waarvan 9,3 km² land en 0,1 km² water. Lake Providence ligt op ongeveer 32 m boven zeeniveau.

## Plaatsen in de nabije omgeving
De onderstaande figuur toont nabijgelegen plaatsen in een straal van 28 km rond Lake Providence.